# Plataforma Logística de Leixões
A Plataforma Logística de Leixões é uma plataforma inserida no programa Portugal logístico. É uma ZAL (Zona de Actividades Logísticas) multimodal especialmente criada para dar apoio ao porto de Leixões, trabalhando interligada a plataforma logística da Maia/Trofa como um enorme centro de distribuição multimodal da zona norte de Portugal. Pretende-se o melhoramento da operacionalidade da zona de Leixões, melhorando o ordenamento urbanístico e a logística dos fluxos de transportes.
Esta plataforma logística encontra-se focalizada para um mercado de 2,8 milhões de habitantes, 36 por cento do PIB nacional. Ocupa uma área de 65 ha e ainda pode ser expandida em 12 ha. Teve um custo de 118 milhões de euros, sendo que 101 milhões de euros foram investidos na plataforma e 17 milhões de euros nos acessos (Portugal, 2006, p.12).

## Principais funcionalidades
As principais funcionalidades desta plataforma são (Portugal, 2006, p.12):
- Área logística multifunções
- Área logística especializada
- Área logística de transformação
- Área logística monocliente
- Terminal intermodal ferro-rodo
- Terminal intermodal marítimo-rodo e marítimo-ferro
- Serviços de apoio a empresas e veículos

## Vias de acesso
Vias rodoviárias:
- Itinerário principal IP1, com acesso à auto-estrada A3
- Itinerário principal IP4, com acesso à auto-estrada A4
- Itinerário complementar IC1, com acesso à auto-estrada A28
- Itinerário complementar IC24, com acesso à auto-estrada A41
- Via Regional Interior (VRI)
- Via Cintura Interna (VCI)
- Estrada nacional: N12, N13 e N14

Vias ferroviárias:
- Linha do Minho
- Linha de Leixões

## Referência
- PORTUGAL. Ministério das Obras Públicas, Transporte e Comunicações. Gabinete da Secretaria de Estado dos Transportes – Portugal logístico. [em linha]. Lisboa: Gabinete da Secretaria de Estado dos Transportes, 2007. [Consult. 4 Jun. 2008]. Disponível em WWW:<URL:http://www.moptc.pt/tempfiles/20060512151026moptc.ppt>.